# Plateau (zespół muzyczny)
Plateau – polski zespół muzyczny założony w 2000 roku grający rockową poezję.

## Historia
Zespół powstał w 2000 roku w podwarszawskim Wołominie. Ich muzyka znacznie ewoluowała od początku istnienia – od alternatywnego, gitarowego rocka (debiutancki album Megalomania), poprzez inspiracje kabaretem i pastiszem (Mistrz Tupetu i jego Bezczelny Cyrk), po albumy łączące brzmienie elektroakustyczne i poetyckie teksty (Krótka wiadomość tekstowa i Projekt Grechuta).
W 2001 roku występował jako support w czasie całej trasy koncertowej zespołu Hey. W 2005 nagrał teledysk do piosenki Pomiędzy złem a dobrem, który dostał się do ramówki MTV i VIVY, stając się pierwszym, wtedy nieoficjalnym, singlem grupy. Przez kolejne lata zespół koncertował w Polsce i za granicą, m.in. w Niemczech i Austrii.
W 2005 roku grupa podpisała kontrakt z Universal Music Polska, efektem czego było wydanie w październiku 2005 roku debiutanckiego albumu Megalomania. Płytę promowały single Sto lat samotności (wraz z teledyskiem), Pomiędzy złem a dobrem oraz To nie ty. Następstwem wydania debiutanckiej płyty była pierwsza trasa koncertowa – „Megalomania Tour”.
Na początku 2007 roku grupa wyruszyła w, opisywaną na bieżąco na swoim blogu internetowym, podróż wozem cyrkowym po Polsce. Efektem tej podróży było wydanie (nakładem wytwórni EMI) w maju 2007 roku drugiej płyty – koncept albumu pt. Mistrz tupetu i jego bezczelny cyrk. Płyta inspirowana kabaretem i pastiszem, ma formę widowiska cyrkowego i zawiera 10 piosenek, które opisują w krzywym zwierciadle popkulturę i show-biznes początku XXI wieku. Na płycie znalazł się ich pierwszy przebój Igorek (cover hiszpańskiej grupy skapunkowej Ska-P).
W październiku 2007 grupa rozpoczęła kolejną trasę koncertową, pt. „Igorek Tour 2007”, podczas której oprócz zespołu, na jednej scenie występowała również trupa cyrkowa. Trasa „Igorek Tour” kontynuowana była również w 2008 roku.
W marcu 2008 roku, Renata Przemyk wraz z wokalistą Plateau – Michałem Szulimem nagrała piosenkę Nic nie pachnie jak Ty, oraz wystąpiła w teledysku. Utwór był wyraźnym zwrotem stylistycznym zespołu w kierunku łączenia poezji z brzmieniami elektroakustycznymi. Piosenka znalazła się na kilkunastu listach przebojów w Polsce (m.in. doszła do czwartego miejsca na „Liście przebojów Trójki”). W lipcu tego samego roku zespół został wyróżniony (finalista) podczas Festiwalu TOPtrendy, następstwem czego, 5 lipca grupa wystąpiła w Operze Leśnej w Sopocie.
W kwietniu 2009 ukazała się trzecia płyta zespołu pt. Krótka wiadomość tekstowa. Album promowany był piosenką Najbardziej. Znalazł się na nim również utwór Nic nie pachnie jak Ty.
W marcu 2010 roku zespół zaczął nagrywanie swojej czwartej płyty Projekt Grechuta w warszawskim Media Studio. Producentem muzycznym albumu był Wojciech Waglewski. Premiera płyty odbyła się 21 marca 2011 roku nakładem wydawnictwa 4ever MUSIC. Gościnnie na płycie pojawili się: Martyna Jakubowicz, Sonia Bohosiewicz, Jacek Ostaszewski, Jacek „Budyń” Szymkiewicz i Wojciech Waglewski.
Równolegle z premierą płyty ruszyła trasa koncertowa promująca album. Zespół Plateau dodatkowo zaprosił do udziału w trasie czołówkę polskich artystów: Marka Jackowskiego, Adama Nowaka (Raz, Dwa, Trzy), Lecha Janerkę, Marka Piekarczyka, Krzysztofa Kiljańskiego, Piotra Cugowskiego, Tomasza „Titusa” Pukackiego, Muńka Staszczyka, Małgorzatę Ostrowską, Renatę Przemyk, Annę Wyszkoni, Katarzyna Groniec, Antoninę Krzysztoń, Macieja Balcara. W ciągu 2 lat odbyło się ponad 120 koncertów promujących płytę, m.in. w warszawskiej Sali Kongresowej, Teatrze Roma, Filharmonii Krakowskiej, Filharmonii Gdańskiej, Hali Torwar i Piwnicy pod Baranami. W sumie w latach 2011–2015 odbyło się ponad 200 koncertów promujących płytę.
4 sierpnia 2011 roku zespół otworzył swoim występem XVII Przystanek Woodstock. 4 września 2011 roku zespół zagrał koncert w warszawskiej Fabryce Trzciny, który transmitowała na żywo telewizyjna „Dwójka”. Koncert zainaugurował jesienną ramówkę tej stacji. Miesiąc później, TVP2 wyemitowała kolejny odcinek programu „Szansa na sukces”, w którym amatorzy wykonywali piosenki z płyty Projekt Grechuta. W grudniu 2011 roku zespół Plateau odbył dwutygodniową trasę koncertową po USA i Kanadzie. W 2011 roku zespół był nominowany w 2011 roku do nagrody „Róże Gali” w kategorii „muzyka” za album Projekt Grechuta.
31 grudnia 2012 roku zespół wystąpił podczas koncertu „Sylwester z Dwójką – 50 przebojów na 50-lecie TVP” nadawanego z wrocławskiego Rynku przez TVP2.

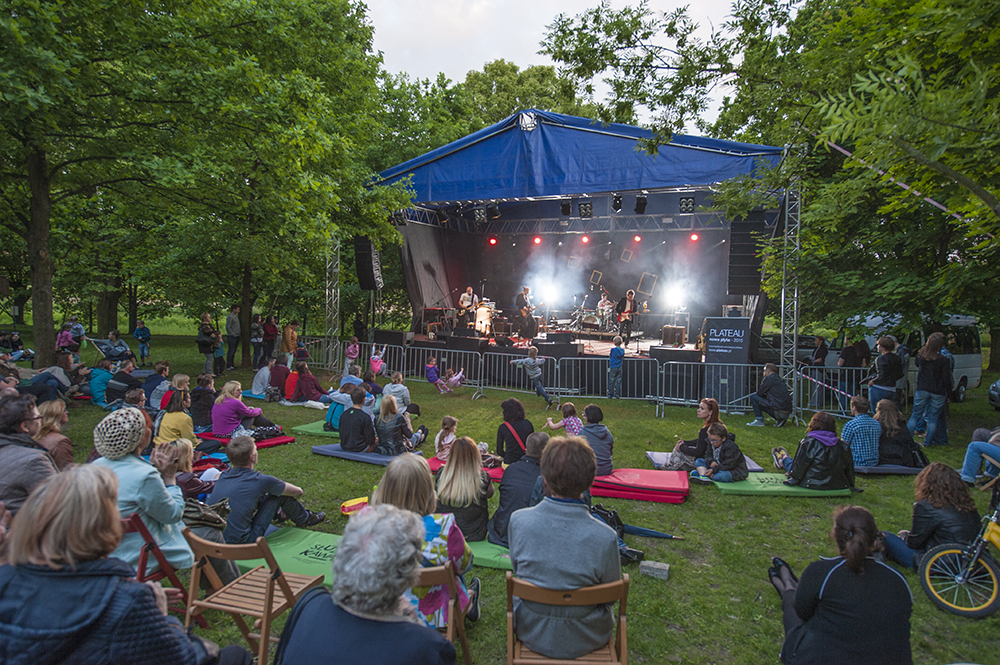
Plateau w parku w Warszawie 2015

14 stycznia 2013 do stacji radiowych trafił autorski singiel „Niebezpiecznie piękny świt” zapowiadający piąty album zespołu, a w listopadzie 2014, kolejny singiel z tego albumu, promowany teledyskiem utwór Niebanalnie.
1 kwietnia 2016 roku ukazała się ich piąta płyta zatytułowana: W związku z Tobą. Na płycie ukazało się 10 autorskich utworów oraz premierowy, nigdzie wcześniej niepublikowany utwór Marka Jackowskiego, napisany specjalnie dla Plateau.
Na początku 2020 roku zespół ogłosił premierę swojej szóstej płyty zatytułowanej „Projekt Cohen” zawierającej ich własne, autorskie interpretacje utworów Leonarda Cohena w tłumaczeniach Romana Kołakowskiego. Premiera zaplanowana na marzec została przełożona na jesień 2020 roku ze względu na epidemię koronawirusa. 21 marca 2020 roku zespół zagrał koncert online transmitowany na żywo w internecie. 3 lipca 2020 roku zapis koncertu ukazał się na płycie w wersji elektronicznej pod tytułem „Miłość w czasach zarazy”.
W styczniu 2024 roku ukazała się ich siódma płyta "Przesilenie". Utworem promującym płytę jest piosenka "I co się patrzysz" promowana dodatkowo teledyskiem.

## Dyskografia
| Rok  | Tytuł |  | Pozycja na liście |   |
| Rok  | Tytuł |  | POL               |   |
| ---- | --- |  | ----------------- | - |
| 2005 | Megalomania - Data: 3 października 2005 - Wydawca: Universal Music Polska                                                      |  | –                 |   |
| 2007 | Mistrz tupetu i jego bezczelny cyrk - Data: 4 czerwca 2007 - Wydawca: EMI Music Poland                                         |  | –                 |   |
| 2009 | Krótka wiadomość tekstowa - Data: 27 kwietnia 2009 - Wydawca: EMI Music Poland                                                 |  | –                 |   |
| 2011 | Projekt Grechuta - Data: 21 marca 2011 - Wydawca: 4ever Music                                                                  |  | 34                |   |
| 2016 | W związku z Tobą - Data: 1 kwietnia 2016 - Wydawca: FonoFarma                                                                  |  | –                 |   |
| 2020 | Miłość w czasach zarazy – koncert online (płyta tylko w wersji elektronicznej) - Data: 2 lipca 2020 - Wydawca: Plateau Records |  | –                 |   |
| 2020 | Projekt Cohen - Data: wrzesień 2020 - Wydawca: Plateau Records                                                                 |  |                   | – |
| 2024 | Przesilenie - Data: 12 stycznia 2024 - Wydawca: Fonofarma                                                                      |  |                   |   |

### Single
| 2005                           | „Sto lat samotności”                                   | –  | –  |
| 2005                           | „Pomiędzy złem a dobrem”                               | –  | –  |
| 2005                           | „Mediolański (To nie Ty)”                              | –  | –  |
| 2007                           | „Żyletka”                                              | –  | –  |
| 2007                           | „Zupa”                                                 | –  | –  |
| 2007                           | „Igorek”                                               | –  | 11 |
| 2008                           | „Nic nie pachnie jak Ty” (oraz Renata Przemyk)         | 4  | 1  |
| 2009                           | „Najbardziej”                                          | 32 | –  |
| 2009                           | „Słowiański”                                           | 36 | –  |
| 2011                           | „Wiosna Ach to Ty” (oraz Sonia Bohosiewicz)            | –  | 22 |
| 2011                           | „Korowód” (oraz Martyna Jakubowicz, Jacek Ostaszewski) | –  | 21 |
| 2013                           | „Niebezpiecznie piękny świt”                           | –  | –  |
| „–” pozycja nie była notowana. |                                                        |    |    |